# Gelfingen
Gelfingen est une localité et une ancienne commune suisse du canton de Lucerne, située dans l'arrondissement électoral de Hochdorf. 
Comme Hämikon, Mosen, Müswangen, Retschwil et Sulz, elle a fusionné avec la commune de Hitzkirch le 1er janvier 2009.

## Monuments
- Le Château de Heidegg